# Kim Pyung-seok
Kim Pyung-seok (ur. 29 września 1958) – koreański piłkarz i trener, reprezentant kraju grający na pozycji obrońcy.

## Kariera klubowa
Jako piłkarz grał w takich klubach jak Ulsan Hyundai Horang-i i Jeju United FC.

## Kariera reprezentacyjna
Karierę reprezentacyjną rozpoczął w 1983. Został powołany na MŚ 1986. Po raz ostatni w reprezentacji zagrał w 1987, dla której wystąpił w 27 spotkaniach.

## Kariera trenerska
Jako trener pracował w takich klubach jak Ulsan Hyundai Horang-i, Hyundai Steel Red Angels WFC i Soongsil University. W latach 1997–1998 był asystentem trenera reprezentacji Korei Południowej Cha Bum kuna.